# Біянка (село)
Біянка (рос. Биянка) — село у Ашинському районі Челябінської області Російської Федерації.
Входить до складу муніципального утворення Біянське сільське поселення. Населення становить 167 осіб (2017).

## Історія
Від 12 листопада 1960 року належить до Ашинського району, утвореного на місці ліквідованого Міньярського району Челябінської області.
Згідно із законом від 9 липня 2004 року органом місцевого самоврядування є Біянське сільське поселення.

## Населення
| 2002 | 2010 | 2011 | 2012 | 2013 | 2014 | 2015 |
| ---- | ---- | ---- | ---- | ---- | ---- | ---- |
| 281  | ↘211 | →211 | ↘201 | ↘195 | ↘174 | ↗179 |
| 2016 | 2017 |      |      |      |      |      |
| ↘173 | ↘167 |      |      |      |      |      |